# Marc Cohn
Marc Craig Cohn (5 de julho de 1959, Cleveland), é um cantor, compositor e músico norte-americano, vencedor do Grammy Award para Artista Revelação de 1992.

## Biografia
Órfão na juventude, ele mal havia saído da infância quando sua mãe morreu quando ele tinha dois anos, e seu pai morreu dez anos depois. Autodidata, em 1987, Cohn cantou duas canções álbum conceitual Starlight Express (1984) de Andrew Lloyd Webber. Em 1989, Cohn foi o pianista de apoio da cantora Tracy Chapman em seu segundo álbum, Crossroads. O trabalho resultou em um contrato com a Atlantic Records no início dos anos 1990.
Cohn lançou o álbum solo Marc Cohn em 1991, que alcançou enorme sucesso sobretudo com a música Walking in Memphis, que alcançou a 13ª posição do Billboard Hot 100 e em 1996 foi certificada com platina. Walking in Memphis foi indicada ao Grammy Award para Canção do Ano em 1992 e Cohn ao Grammy de Melhor Vocalista Masculino. No mesmo ano, Cohn conquistou o Grammy Award para Artista Revelação.

## Prêmios
- 1991 American Music Awards - Indicado para Artista Revelação - Adulto Contemporâneo
- 1991 Grammy Awards - Vencedor do Grammy Award para Artista Revelação
- 1992 Grammy Awards - Indicado para Melhor Vocalista Masculino pela canção Walking in Memphis

## Discografia

### Albums
- Marc Cohn (1991) (Atlantic Records)
- The Rainy Season (1993) (Atlantic Records)
- Burning The Daze (1998) (Atlantic Records)
- Marc Cohn Live 04/05) (2005) (United Musicians)
- The Very Best of Marc Cohn (2008) (Atlantic/WEA)
- Join The Parade (2007) (Decca Records)
- Listering Booth 1970 (2010) (Saguaro Road Records)
- Careful What You Dream: Lost Songs and Rarities (2016)

### Singles
- Walking In Memphis (1991)
- Silver Thunderbird (1991)
- True Companion (1991)
- 29 Ways (1991)
- Ghost Train (1992)
- Strangers in a Car (1993)
- Walk Through the World (1993)
- Paper Walls (1993)
- Turn on Your Radio (1995)
- Already Home (1998)
- Healing Hands (1998)
- Lost You in the Canyon (1998)
- Listening to Levon (2007)
- Look at Me (2010)
- Wild World (2010)
- The Coldest Corner in the World (2014)

### EP's
- Marc Cohn Live: Limited Edition EP (2005)
- Rhino Hi-Five: Marc Cohn (2005)
- Join the Parade Live EP (2008)